# Hans Hartinger (Physiker)
Hans Hartinger (* 21. Februar 1891 in München; † 18. Juli 1960 ebenda) war ein deutscher Physiker und Optikingenieur.
Hartinger, der Sohn eines Schneidermeisters, studierte in München Physik und Mathematik für das Lehramt mit dem Abschluss 1914 und war danach Lehrer. 1916 promovierte er an der TH München (Dissertation: Komplexe, die sich erzeugen lassen durch Kongruenzen 1. Ordnung 2. Klasse). Ab 1917 war er wissenschaftlicher Mitarbeiter bei Carl Zeiss in Jena. Ab 1925 lehrte er an der staatlichen Ingenieursschule für Optik in Jena und war außerdem Honorarprofessor für medizinische Optik an der Universität Jena. Bei Zeiss war er ab 1921 in der Abteilung medizinische Optik bei O. Henker, dessen Nachfolger als Leiter er später wurde. Nach 1945 war er wieder in München als Lehrer und Honorarprofessor an der TH München.
Er befasste sich vor allem mit den unterschiedlichsten Geräten zur medizinischen Optik, von Untersuchungsgeräten für Augenärzte, Urologen und Gynäkologen, Brillengläsern bis zu Operationsleuchten.
Er war Mitarbeiter am Handbuch der Physik von Geiger und Scheel (Geometrische Optik, Band 18, 1927).